# Organizacija Komunističke partije Sovjetskog Saveza
Organizacija Komunističke partije Sovjetskog Saveza je bila zasnovana na principima demokratskog centralizma.
Upravni organ Komunističke partije Sovjetskog Saveza (KPSS) bio je Partijski kongres koji se prvobitno sastajao na godišnjem nivou, ali čiji su sastanci postali ređi, naročito pod Staljinom. Partijski kongres bi birao Centralni komitet koji bi pak birao Politbiro. Pod Staljinom, najmoćniji položaj u stranci postao je generalni sekretar, koji je biran od strane Politbiroa. Godine 1952, titula generalnog sekretara je preimenovana u prvi sekretar, a Politbiro je postao Prezidijum pre nego što su vraćeni prvobitni nazivi pod Leonidom Brežnjevim, 1966. godine.
U teoriji, vrhovna vlast u stranci je bila u Kongresu stranke. Međutim, u praksi je struktura snaga postala obrnuta i, naročito posle smrti Lenjina, vrhovna vlast je postala domen generalnog sekretara.

## Viši nivoi
U kasnijem periodu Sovjetskog Saveza, u KPSS su uključene i Komunističke partije 15 republika (komunistički ogranak Ruske SFSR je osnovan 1990. godine). Pre 1990. godine, ogranci komunističke partije u ruskim oblastima, autonomnim republikama i nekih drugih velikih administrativnih jedinica bili su direktno podređeni Centralnom komitetu KPSS.

## Niži nivoi
Na nižim nivoima, organizacijskom hijerarhijom su upravljali partijski komiteti – partkomi. Na čelu partkoma bio bi sekretar partkoma. U preduzećima, ustanovama, kolhozima, itd, oni su bili tako i nazivani, tj. „partkomi“. Na višim nivoima, odbori su bili skraćeno nazivani: obkomi na oblasnom nivou (ranije poznati kao gubkomi, po gubernijama), rajkomi, na nivou rajona (ranije poznati kao ukomi, po ujezdima), gorkomi na gradskom nivou, itd.
Ista terminologija („rajkom“, itd) je korišćena i u organizacionoj strukturi Komsomola.
Najniži nivo partije je činila primarna partijska organizacija ili partijska ćelija. Ona bi nastajala u bilo kojoj organizacionoj celini bilo koje vrste gde je bilo najmanje troje komunista. Uprava ćelije zvala se partijski biro – partbiro. Partbiro bi predvodio izabrani sekretar biroa.
U manjim partijskim ćelijama, sekretari bi bili zaposlenici u svojim fabrikama, bolnicama, školama, itd. Na čelu dovoljno velike partijske organizacije obično bi bio tzv. oslobođeni sekretar, koji bi dobijao platu od partijskog novca.

## Spoljašnje veze
- Executive Bodies of the Communist Party of the Soviet Union (1917-1991)